# Quyền chọn nhị phân
Quyền chọn nhị phân (quyền chọn kép, quyền lựa chọn kỹ thuật số, quyền chọn "được ăn cả ngã về không" hoặc quyền chọn lãi cố định) -
Một dạng quyền chọn tất cả hoặc không gì cả, trong đó việc thanh toán đầy đủ toàn bộ giá trị diễn ra nếu như tài sản gốc phù hợp với điều kiện đã xác định trước vào lúc đáo hạn, còn nếu không thì nó đáo hạn mà không có giá trị gì.
Mặc dù các lựa chọn nhị phân về mặt lý thuyết có vai trò trong việc định giá tài sản, nhưng chúng có nguy cơ gian lận và bị các nhà quản lý ở nhiều khu vực pháp lý coi như một hình thức cờ bạc và bị cấm. Nhiều công ty kinh doanh quyền chọn nhị phân đã bị phơi bày dưới dạng những trò gian lận. FBI Hoa Kỳ đang điều tra những trò gian lận nhị phân trên toàn thế giới. Theo thống kê, những kẻ lừa đảo bán quyền chọn nhị phân đã lấy được 10 tỷ đô la Mỹ mỗi năm trên toàn cầu.

## Miêu tả
Cần lưu ý rằng quyền chọn nhị phân áp dụng cho thị trường ngoại hối, thị trường phi tập trung toàn cầu cho việc trao đổi các loại tiền tệ. Thông thường người mua quyền chọn nhị phân sẽ đưa ra dự đoán giá của loại tài sản sẽ di chuyển theo hướng nào tại thời điểm mua - cao lên hay thấp xuống. Nếu giá di chuyển đúng hướng, họ sẽ có lợi nhuận, nhưng nếu giá di chuyển sai hướng, họ sẽ mất số vốn đã mua quyền chọn. Dựa trên các tính năng đặc biệt của nó, quyền chọn nhị phân ngày càng trở nên phổ biến hơn.
Quyền chọn nhị phân cho phép nhà kinh doanh biết trước khoản lời cũng như số vốn họ có thể bị lỗ trước khi vào lệnh, nhờ vậy họ có thể kiểm soát nhiều hợp đồng kinh doanh cùng lúc một cách dễ dàng.
Việc kinh doanh quyền chọn nhị phân chưa có quy định của pháp luật ở bất kỳ quốc gia nào. Hiện nay có thể tham gia kinh doanh quyền chọn nhị phân một cách hợp pháp ở Việt Nam. Khác với thị trường ngoại hối, thị trường quyền chọn kép không thuộc quản lý của Ngân hàng Nhà nước Việt Nam.

## Sách tham khảo
- Nhà đầu tư thông minh – Benjamin Graham.
- Trading for a Living: Psychology, Trading Tactics, Money Management – Alexander ELder.
- Day Trading for Dummies – Ann C. Logue MBA.
- Keene on the Markets – Andrew Keene.